# 螺山駅
螺山駅（らさんえき）は河北省唐山市玉田県にある、中国鉄路総公司（CR）京哈線の駅。1975年に開業。北京駅から102km、ハルビン駅から1147kmの位置にある。北京鉄路局所属の四等駅に設定されている。

## 駅周辺
- G102国道
- 大安鎮峰山小学
- 峰山

## 隣の駅
中国鉄路総公司
京哈線
別山駅 - 螺山駅 - 玉田県駅